# 조나탕 피트로이파
조나탕 피트로이파(Beninwende Yann Jonathan Pitroipa, 1986년 4월 12일 ~ )는 부르키나파소의 전 축구 선수로 현역 시절 포지션은 윙어였다. 함부르거 SV, 스타드 렌에서 전성기를 보냈으며 2013년 아프리카 네이션스컵 준우승을 이끌며 대회 MVP에 선정되었다.

## 선수 경력

### 클럽
2004년 독일 2부 리그의 SC 프라이부르크에서 데뷔하여 2007-08 시즌까지 프라이부르크의 주축 미드필더로 리그 71경기 16골의 맹활약을 펼치면서 2회 연속 리그 4위(2005-06, 2006-07), 2007-08 시즌 리그 5위의 호성적을 이끌었고 이후 독일 분데스리가 명문팀인 함부르거 SV로 이적하여 2010-11 시즌까지 101경기 6골을 기록하며 분데스리가 2008-09 5위, 2008-09 DFB-포칼 4강, UEFA 유로파리그 2회 연속 4강 진출(2008-09년, 2009-10년) 등에 공헌했다.
그리고 2010-11 시즌을 마친 뒤 프랑스 1부 리그 소속팀인 스타드 렌으로 이적하여 2013-14 시즌까지 112경기 19골을 터뜨리며 리그 1 2011-12 6위, 쿠프 드 라 리그 2012-13 준우승, 쿠프 드 프랑스 2013-14 준우승 등에 공헌했으나 이후 프랑스 5부 리그의 스타드 렌 2군으로 강등되어 그나마도 리그 1경기 출장에 그치면서 2013-14 시즌을 끝으로 10년간의 유럽 생활을 잠시 접고 UAE 프로리그의 알자지라 클럽으로 이적하며 데뷔 후 처음으로 아시아 무대를 밟았다.
알자지라 클럽으로 이적 후 2014-15 시즌 27경기 10골을 터뜨리며 팀의 리그 준우승을 이끌었으나 2015년 AFC 챔피언스리그에서는 단 1경기 출장에 그쳤고 그나마 팀도 서아시아 플레이오프 3라운드에서 패하며 32강 조별라운드 진출에 실패했다.
2014-15 시즌을 마치고 같은 리그 소속팀인 알나스르 SC로 이적하여 52경기 15골의 준수한 성적을 남기며 2015-16 시즌 리그 4위, 2016년 AFC 챔피언스리그 8강 진출을 이끌었으나 카타르의 엘자이시 SC와의 8강전에서 득점을 기록하며 3-0 승리를 이끌었음에도 불구하고 부적격 선수인 브라질 출신의 완데를레이를 출전시킨 사실이 발각되면서 0-3 몰수패로 4강 진출이 좌절되는 아픔을 맛보았다.
그 뒤 2017-18 시즌을 앞두고 벨기에 1부 리그 소속팀인 로열 앤트워프로 이적을 통해 다시 유럽 무대로 복귀하여 2017-18 시즌 10경기에 출전했고 2017-18 시즌 종료 후 프랑스 2부 리그의 파리 FC로 이적하여 2017-18 시즌 리그 4위 및 5강 플레이오프 진출, 2020-21 시즌 리그 6위의 성적을 이끌어낸 후 2020-21 시즌을 끝으로 프로 통산 448경기 71골의 기록을 남기고 현역에서 물러났다.

### 국가대표팀
2006년 부르키나파소 성인대표팀에 첫 합류 이후 이듬해인 2007년 3월 24일 모잠비크와의 2008년 아프리카 네이션스컵 예선 7조 3차전에서 국제 A매치 데뷔골을 신고했다.
그 뒤 2013년 아프리카 네이션스컵 본선 엔트리에 합류하여 6경기 2골을 터뜨리며 1998년 아프리카 네이션스컵 4강 진출 이후 무려 15년만에 부르키나파소 축구 역사상 메이저 대회 역대 최고 성적인 준우승을 이끌어냈고 이에 힘입어 아프리카 축구 연맹에서 선정한 2013년 아프리카 네이션스컵 최우수선수상에 이름을 올리는 영예를 안았으며 2019년까지 A매치 통산 82경기 19골의 기록을 남긴 채 13년간 정들었던 국가대표팀 유니폼을 반납했다.